# Casas de Fernando Alonso
Casas de Fernando Alonso é um município da Espanha, na província de Cuenca, comunidade autônoma de Castela-Mancha. Tem 30,28 km² de área e em 2021 tinha 1 147 habitantes (densidade: 37,9 hab./km²). Limita com os municípios de Casas de Haro, Casas de los Pinos, San Clemente e Vara de Rey.